# Morti il 25 dicembre
| Questa pagina contiene informazioni ricavate automaticamente dalle voci biografiche con l'ausilio del template Bio e di un bot. L'aggiornamento è periodico e automatico e ricostruisce completamente la pagina. Se manca una persona in questa lista, sei pregato di non aggiungerla, ma accertati piuttosto che la sua voce biografica contenga il template Bio e che i dati anagrafici siano correttamente compilati. Se il template Bio manca, inseriscilo tu stesso o, in alternativa, metti l'avviso {{tmp\|Bio}} che ne segnala la mancanza. Se i dati riportati sono sbagliati, correggi direttamente la voce biografica; le modifiche saranno visibili in questa lista entro pochi giorni. Per chiarimenti vedi il progetto biografie. La lista contiene solo le 560 persone che sono citate nell'enciclopedia e per le quali è stato implementato correttamente il template Bio. Pagina aggiornata al 17 ago 2025. |

## IV secolo(1)
- 304 - Anastasia di Sirmio, santa romana

## VIII secolo(1)
- 795 - Papa Adriano I, papa, vescovo e cardinale italiano

## IX secolo(3)
- 820 - Leone V l'Armeno, imperatore bizantino
- 824 - Han Yu, scrittore e poeta cinese (n. 768)
- 892 - Giovanni II bar Narsai, vescovo cristiano orientale siro

## XI secolo(3)
- 1026 - Ulf Thorgilsson, danese
- 1086 - Giuditta di Boemia, nobile ceca
- 1087 - Anselmo di Nagold il Giovane, nobile tedesco

## XII secolo(7)
- 1135 - Matteo di Albano, vescovo e cardinale francese
- 1147 - Guido II di Ponthieu, nobile francese
- 1156 - Pietro il Venerabile, abate, santo e teologo francese (n. 1092)
- 1156 - Sverker I di Svezia, re
- 1173 - Matteo di Lorena, conte (n. 1137)
- 1193 - Obizzo I d'Este, nobile italiano
- 1199 - Elena d'Ungheria, sovrana ungherese (n. 1158)

## XIII secolo(3)
- 1256 - Pietro Nolasco, religioso francese
- 1283 - Manuele di Castiglia, principe (n. 1234)
- 1294 - Mestwin II di Pomerania, nobile polacco (n. 1220)

## XIV secolo(5)
- 1306 - Jacopone da Todi, religioso e poeta italiano
- 1306 - Verde di Salizzole, nobile
- 1359 - Beatrice di Baviera, sovrana tedesca (n. 1344)
- 1383 - Beatrice di Borbone, sovrana (n. 1320)
- 1395 - Isabella di Neuchâtel, nobile svizzera (n. 1335)

## XV secolo(4)
- 1406 - Enrico III di Castiglia, re (n. 1379)
- 1483 - Antonia Malatesta, nobildonna italiana (n. 1451)
- 1489 - Simon Marmion, pittore e miniatore francese (n. 1425)
- 1499 - István Zápolya, nobile ungherese

## XVI secolo(9)
- 1505 - George Grey, II conte di Kent, nobile e politico inglese (n. 1454)
- 1526 - Bernardino I di Savoia-Racconigi, marchese
- 1543 - Alberto Pasquale, vescovo cattolico e letterato italiano (n. 1487)
- 1553 - Pedro de Valdivia, generale spagnolo (n. 1497)
- 1567 - Sebastijan Krelj, scrittore, linguista e teologo sloveno (n. 1538)
- 1574 - Carlo di Lorena, cardinale e arcivescovo cattolico francese (n. 1524)
- 1581 - Jacques de Billy, monaco cristiano, teologo e grecista francese (n. 1535)
- 1586 - Kikkawa Motoharu, militare giapponese (n. 1530)
- 1589 - Melchiorre Guilandino, medico e botanico tedesco

## XVII secolo(22)
- 1605 - Marino Grimani, doge (n. 1532)
- 1609 - Oswald Croll, alchimista, medico e farmacista tedesco (n. 1560)
- 1622 - Pjetër Budi, presbitero e scrittore albanese (n. 1566)
- 1623 - Lucio Sanseverino, cardinale e arcivescovo cattolico italiano
- 1625 - Carlo Pascale, letterato e diplomatico italiano (n. 1547)
- 1627 - Vincenzo II Gonzaga, nobile italiano (n. 1594)
- 1634 - Lettice Knollys, nobildonna inglese (n. 1543)
- 1635 - Samuel de Champlain, esploratore, cartografo e scrittore francese (n. 1567)
- 1636 - Lorenzo Usimbardi, politico italiano (n. 1547)
- 1639 - Giovanni Cristiano di Brieg, duca (n. 1591)
- 1648 - Claudia de' Medici, nobile italiana (n. 1604)
- 1654 - Anton Matthäus II, giurista tedesco (n. 1601)
- 1664 - Niccolò I Ludovisi, nobile italiano (n. 1610)
- 1664 - Diego de Egües y Beaumont, militare e politico spagnolo (n. 1608)
- 1669 - Giovanni Andrea De Ferrari, pittore italiano (n. 1598)
- 1669 - Giorgio Guglielmo del Palatinato-Zweibrücken-Birkenfeld, nobile tedesco (n. 1591)
- 1676 - William Cavendish, I duca di Newcastle-upon-Tyne, politico, poeta e generale inglese (n. 1592)
- 1676 - Matthew Hale, giurista, giudice e avvocato inglese (n. 1609)
- 1683 - Kara Mustafa Pascià, militare e politico ottomano
- 1685 - Jacob Spon, archeologo, antropologo e numismatico francese (n. 1647)
- 1688 - Sofia Amalia di Nassau-Siegen, principessa tedesca (n. 1650)
- 1695 - Gottlieb Amadeus Windischgrätz, diplomatico austriaco (n. 1630)

## XVIII secolo(30)
- 1707 - Philippe Le Valois, marchese di Villette-Mursay, ammiraglio francese (n. 1632)
- 1717 - Robert Shirley, I conte Ferrers, militare britannico (n. 1650)
- 1718 - Franz Arnold von Wolff-Metternich zur Gracht, vescovo cattolico tedesco (n. 1658)
- 1719 - Benedetto Vinaccesi, compositore e organista italiano
- 1721 - António Luís de Sousa, generale portoghese (n. 1644)
- 1722 - Bernardo di Cariñena, arcivescovo cattolico spagnolo (n. 1655)
- 1725 - Paolo Bartolomeo Clarici, cartografo e botanico italiano (n. 1664)
- 1729 - Cristiana Carlotta di Württemberg-Winnental, principessa tedesca (n. 1694)
- 1731 - Caspar Commelin, botanico e medico olandese (n. 1668)
- 1732 - William Paston, II conte di Yarmouth, nobile e politico inglese (n. 1654)
- 1733 - Charles François de Mondion, ingegnere militare e architetto francese (n. 1681)
- 1740 - Andrea Bianchi, architetto italiano (n. 1677)
- 1748 - Anne Hamilton, ufficiale scozzese (n. 1709)
- 1754 - John Leveson-Gower, I conte Gower, nobile e politico inglese (n. 1694)
- 1758 - James Hervey, presbitero, teologo e letterato inglese (n. 1714)
- 1761 - Dorotea di Schleswig-Holstein-Sonderburg-Beck, principessa danese (n. 1685)
- 1765 - Václav Prokop Diviš, presbitero, teologo e scienziato ceco (n. 1698)
- 1765 - Antonio Tonelli, compositore e violoncellista italiano (n. 1686)
- 1766 - James Drummond, III conte di Melfort, nobile scozzese (n. 1708)
- 1766 - William Finch, diplomatico e politico inglese (n. 1731)
- 1777 - Ludovico Stern, pittore italiano (n. 1709)
- 1777 - Francesco Maria Zanotti, scrittore e filosofo italiano (n. 1692)
- 1784 - Yosa Buson, poeta e pittore giapponese (n. 1716)
- 1784 - Claude de Beauharnais, nobile e ammiraglio francese (n. 1717)
- 1789 - Lorenzo Peracino, pittore italiano (n. 1710)
- 1790 - Maria Teresa Cybo-Malaspina, sovrana italiana (n. 1725)
- 1792 - Michelangelo Vella, compositore e organista maltese (n. 1710)
- 1798 - Maria Amalia d'Asburgo-Lorena, nobile (n. 1780)
- 1798 - Vladimir Borisovič Golicyn, ufficiale russo (n. 1731)
- 1800 - Giuseppe Antonio Maria Corte, vescovo cattolico italiano (n. 1727)

## XIX secolo(61)
- 1804 - Contarina Barbarigo, nobildonna italiana
- 1807 - Hermann von Greiffenegg, politico, diplomatico e nobile tedesco (n. 1737)
- 1807 - Francesco Nava, nobile e politico italiano (n. 1755)
- 1818 - Catherine-Dominique de Pérignon, generale francese (n. 1754)
- 1824 - Barbara von Krüdener, mistica e scrittrice tedesca (n. 1764)
- 1825 - Gerardo Curcio, guerrigliero e militare italiano (n. 1762)
- 1825 - Louis Grignon, generale francese (n. 1748)
- 1830 - Carlo Vidua, viaggiatore italiano (n. 1785)
- 1832 - Stefano Borson, presbitero, mineralogista e paleontologo italiano (n. 1758)
- 1833 - Enrichetta Blondel, italiana (n. 1791)
- 1834 - Lazzaro Papi, scrittore, storico della letteratura e militare italiano (n. 1763)
- 1834 - Carlo Giuseppe Maria Sappa de' Milanesi, vescovo cattolico italiano (n. 1758)
- 1836 - Faustino Trebbi, pittore e architetto italiano (n. 1761)
- 1837 - Giuseppe Boldù, politico italiano (n. 1793)
- 1837 - Grimod de la Reynière, gastronomo francese (n. 1758)
- 1838 - Antonia Maria Verna, religiosa italiana (n. 1773)
- 1840 - Francesco Maria Franceschinis, matematico italiano (n. 1756)
- 1844 - Antonio Papadopoli, letterato e mecenate italiano (n. 1802)
- 1846 - Anna Mignani, pittrice italiana (n. 1786)
- 1846 - Swathi Thirunal Rama Varma, principe indiano (n. 1813)
- 1849 - Ernesto Costantino d'Assia-Philippsthal, nobile (n. 1771)
- 1851 - Abraham Constantin Mouradgea d'Ohsson, diplomatico, storico e orientalista armeno (n. 1779)
- 1853 - Joseph von Radowitz, politico e generale prussiano (n. 1797)
- 1853 - Aleksandr Michajlovič Urusov, nobile e ufficiale russo (n. 1766)
- 1856 - Maria Elisabetta di Savoia-Carignano, nobile francese (n. 1800)
- 1856 - Jules-Claude Ziegler, pittore, ceramista e fotografo francese (n. 1804)
- 1861 - Natale Abbadia, compositore italiano (n. 1782)
- 1866 - Giuseppe Bianchi, astronomo italiano (n. 1791)
- 1866 - Paul Duport, drammaturgo e librettista francese (n. 1798)
- 1867 - Antonie Adamberger, attrice teatrale austriaca (n. 1790)
- 1870 - Eduard Jakob Wedekin, vescovo cattolico tedesco (n. 1796)
- 1871 - Friedrich Jäger von Jaxtthal, oculista austriaco (n. 1784)
- 1873 - Anna Maria Falchi Massidda, poetessa italiana (n. 1824)
- 1873 - Heinrich Gustav Hotho, filosofo e storico dell'arte tedesco (n. 1802)
- 1876 - James Warren Nye, politico statunitense (n. 1815)
- 1876 - Manuel de Ascásubi, politico ecuadoriano (n. 1804)
- 1877 - François Stanislas Crespin, generale francese (n. 1810)
- 1878 - Pietro Mei, artigiano e orologiaio italiano (n. 1797)
- 1879 - Giuseppe Avezzana, generale e politico italiano (n. 1797)
- 1879 - Rudolf Buchheim, farmacologo tedesco (n. 1820)
- 1880 - Fridolin Anderwert, avvocato e politico svizzero (n. 1828)
- 1880 - Wilhelm Mannhardt, etnologo tedesco (n. 1831)
- 1883 - Giovanni Battista De Lorenzi, organaro italiano (n. 1806)
- 1883 - Carl von Noorden, storico tedesco (n. 1833)
- 1884 - Francesco Zanin, pittore italiano (n. 1824)
- 1885 - Eugène-Emmanuel Amaury-Duval, pittore francese (n. 1808)
- 1885 - Antonio Dozzi, politico italiano (n. 1817)
- 1888 - Sarah Marinda Bates Pratt, presbitero statunitense (n. 1817)
- 1889 - Georges Cloué, militare e politico francese (n. 1817)
- 1889 - Elliott Coues, storico e ornitologo statunitense (n. 1842)
- 1891 - Miguel Payá y Rico, cardinale e arcivescovo cattolico spagnolo (n. 1811)
- 1892 - Nikolaj Vladimirovič Adlerberg, militare e politico russo (n. 1819)
- 1893 - Victor Schoelcher, politico e imprenditore francese (n. 1804)
- 1895 - Giovanni Cocchi, presbitero italiano (n. 1813)
- 1895 - Raul Pompeia, scrittore brasiliano (n. 1863)
- 1896 - Ermenegildo Castiglioni, imprenditore, patriota e filantropo italiano (n. 1812)
- 1896 - Lina Jonn, fotografa svedese (n. 1861)
- 1897 - Filippo Lussana, fisiologo italiano (n. 1820)
- 1898 - Georges Rodenbach, poeta, giornalista e romanziere belga (n. 1855)
- 1900 - Zenone Mattei, compositore italiano (n. 1859)
- 1900 - Jane Conyngham, nobildonna inglese (n. 1826)

## XX secolo(273)
- 1901 - Pedro de Amorim Viana, filosofo portoghese (n. 1822)
- 1902 - Jan Gotlib Bloch, banchiere polacco (n. 1836)
- 1902 - Filippo Teti, avvocato e politico italiano (n. 1835)
- 1903 - Arturo Olivieri Sangiacomo, scrittore e giornalista italiano (n. 1861)
- 1904 - Guido Bodländer, chimico tedesco (n. 1855)
- 1907 - Therese von Wüllenweber, religiosa tedesca (n. 1833)
- 1908 - Victor Février, generale francese (n. 1828)
- 1909 - Johann Jakob Kneucker, teologo tedesco (n. 1840)
- 1909 - Richard Bowdler Sharpe, zoologo e biologo inglese (n. 1847)
- 1911 - Mario Lessona, zoologo italiano (n. 1855)
- 1911 - Edoardo Pulciano, arcivescovo cattolico italiano (n. 1852)
- 1913 - Gaetano Crespi, scrittore e poeta italiano (n. 1852)
- 1913 - Domenico De Dominicis, militare italiano (n. 1875)
- 1913 - Louis Poyet, incisore e illustratore francese (n. 1846)
- 1914 - Alessandro Bruti Liberati, nobile italiano (n. 1844)
- 1914 - Oreste Petrilli, magistrato e politico italiano (n. 1838)
- 1914 - Lodovico Trotti Bentivoglio, nobile, patriota e militare italiano (n. 1829)
- 1915 - Lotten von Düben, fotografa svedese (n. 1828)
- 1916 - Solko van den Bergh, tiratore a segno olandese (n. 1854)
- 1916 - Alberto Chmielowski, religioso polacco (n. 1845)
- 1917 - Orazio Bacci, italianista e politico italiano (n. 1864)
- 1918 - Sandro Collino, dirigente sportivo e calciatore italiano (n. 1892)
- 1918 - Edvige Reinach, attrice italiana (n. 1869)
- 1919 - Andrew Edward McKeever, militare e aviatore canadese (n. 1894)
- 1921 - Girolamo Giusso, politico italiano (n. 1843)
- 1921 - Hans Huber, compositore svizzero (n. 1852)
- 1921 - Vladimir Galaktionovič Korolenko, scrittore russo (n. 1853)
- 1922 - Valter Juva, scrittore finlandese (n. 1865)
- 1922 - Manfréd Weiss, imprenditore ungherese (n. 1857)
- 1924 - Viktor Parma, compositore sloveno (n. 1858)
- 1924 - Georges Rouy, botanico francese (n. 1851)
- 1925 - Karl Abraham, psichiatra e psicoanalista tedesco (n. 1875)
- 1925 - Ester Rachel Kamińska, attrice polacca (n. 1870)
- 1925 - Celso Pellizzari, medico italiano (n. 1851)
- 1926 - Giulio Adamoli, ingegnere, patriota e politico italiano (n. 1840)
- 1926 - Frank Bizzoni, pistard italiano (n. 1875)
- 1926 - Taishō, imperatore giapponese (n. 1879)
- 1927 - Pasquale Coppa-Zuccari, giurista italiano (n. 1873)
- 1927 - Sergej Dmitrievič Sazonov, diplomatico e politico russo (n. 1860)
- 1928 - Miles Burke, pugile statunitense (n. 1885)
- 1928 - Augusto Guidini, architetto e urbanista svizzero (n. 1853)
- 1928 - Arturo Onofri, poeta e scrittore italiano (n. 1885)
- 1928 - Kaoru Osanai, drammaturgo e regista teatrale giapponese (n. 1881)
- 1928 - Fred Thomson, attore statunitense (n. 1890)
- 1929 - Percy Alexander MacMahon, matematico britannico (n. 1854)
- 1929 - Hermilio Valdizán, psichiatra peruviano (n. 1885)
- 1930 - Umberto Ceva, antifascista e dirigente d'azienda italiano (n. 1900)
- 1930 - Eugen Goldstein, fisico tedesco (n. 1850)
- 1930 - Theodor Nöldeke, orientalista e islamista tedesco (n. 1836)
- 1930 - Giovanni Villa, avvocato e politico italiano (n. 1862)
- 1932 - Vincenzo Appiani, pianista e compositore italiano (n. 1850)
- 1933 - Francesc Macià, politico e militare spagnolo (n. 1859)
- 1933 - Aleksandre Mrevlishvili, pittore georgiano (n. 1866)
- 1934 - Ernesto Pestalozza, medico, chirurgo e politico italiano (n. 1860)
- 1935 - Ali Nawaz Khan Talpur, principe indiano (n. 1884)
- 1935 - Paul Bourget, scrittore e saggista francese (n. 1852)
- 1935 - Leone Caetani, islamista, orientalista e politico italiano (n. 1869)
- 1935 - Léon Hennique, scrittore e drammaturgo francese (n. 1850)
- 1935 - Gaetano Postiglione, ingegnere, sindacalista e politico italiano (n. 1892)
- 1936 - Maud Durbin, attrice teatrale e sceneggiatrice statunitense (n. 1874)
- 1936 - Carl Stumpf, filosofo e psicologo tedesco (n. 1848)
- 1937 - Newton Diehl Baker, politico statunitense (n. 1871)
- 1937 - Xiong Xiling, filantropo e politico cinese (n. 1870)
- 1938 - Karel Čapek, giornalista, scrittore e drammaturgo ceco (n. 1890)
- 1938 - Richard Cummings, attore statunitense (n. 1858)
- 1938 - Theodor Fischer, scultore, architetto e urbanista tedesco (n. 1862)
- 1938 - Giuseppe Meridda, militare italiano (n. 1913)
- 1938 - Harry Myers, attore, regista e sceneggiatore statunitense (n. 1882)
- 1938 - Frederick Rinder, dirigente sportivo inglese (n. 1858)
- 1940 - Agnes Ayres, attrice statunitense (n. 1898)
- 1941 - Blanche Bates, attrice statunitense (n. 1873)
- 1941 - Guido Cassanelli, militare italiano (n. 1921)
- 1941 - John Lander, canottiere britannico (n. 1907)
- 1941 - Maurice de Maere d'Aertrycke, politico belga (n. 1864)
- 1941 - Giovanni Mazzoni, presbitero e militare italiano (n. 1886)
- 1941 - Angelo Vidoletti, militare italiano (n. 1920)
- 1942 - Gino Campomizzi, militare italiano (n. 1917)
- 1942 - Aurel Stodola, ingegnere, fisico e inventore slovacco (n. 1859)
- 1943 - Géza Lukachich von Somorja, generale austro-ungarico (n. 1865)
- 1943 - Gustav von Seyffertitz, attore e regista tedesco (n. 1862)
- 1943 - Joseph Ignatius Shanahan, missionario e vescovo cattolico irlandese (n. 1871)
- 1943 - Giuseppe Zirpolo, zoologo italiano (n. 1887)
- 1944 - Giuseppe Callegarini, partigiano italiano (n. 1915)
- 1944 - Jacinto Ciria Cruz, cestista e allenatore di pallacanestro filippino (n. 1910)
- 1944 - Martin Wilhelm Kutta, matematico tedesco (n. 1867)
- 1944 - George Preddy, militare e aviatore statunitense (n. 1919)
- 1944 - Adolf Reeb, militare tedesco (n. 1920)
- 1944 - Giovanni Sola, partigiano italiano (n. 1925)
- 1945 - Albert Hahl, funzionario tedesco (n. 1868)
- 1945 - Oscar Jacobsson, fumettista svedese (n. 1889)
- 1945 - Rabod von Kröcher, cavaliere tedesco (n. 1880)
- 1945 - Franz Kröwerath, canottiere tedesco (n. 1880)
- 1945 - Luis Marichalar y Monreal, politico spagnolo (n. 1873)
- 1946 - W. C. Fields, comico e attore statunitense (n. 1880)
- 1946 - Henri Le Fauconnier, pittore francese (n. 1881)
- 1946 - Henri Rang, cavaliere rumeno (n. 1902)
- 1947 - Otto Falckenberg, regista, manager e drammaturgo tedesco (n. 1873)
- 1947 - Charles Gondouin, rugbista a 15 e tiratore di fune francese (n. 1875)
- 1947 - Prospero Montecchi, violoncellista italiano (n. 1863)
- 1948 - Carl Abrahamsson, hockeista su ghiaccio svedese (n. 1896)
- 1948 - Pompeu Fabra, linguista spagnolo (n. 1868)
- 1948 - Pietro Parenti, pittore, scultore e letterato italiano (n. 1875)
- 1948 - Gennaro Villani, pittore italiano (n. 1885)
- 1949 - Leon Schlesinger, produttore cinematografico e animatore statunitense (n. 1884)
- 1950 - Frank MacQuarrie, attore statunitense (n. 1875)
- 1950 - Ragnar Wickström, calciatore finlandese (n. 1892)
- 1951 - Ivan Bersenev, attore russo (n. 1889)
- 1951 - Paul Gavault, drammaturgo e sceneggiatore francese (n. 1866)
- 1951 - Renato Prunas, diplomatico italiano (n. 1892)
- 1952 - Bernardino Molinari, direttore d'orchestra italiano (n. 1880)
- 1952 - Harry Prinzler, ginnasta e multiplista statunitense (n. 1883)
- 1952 - Herman Sörgel, architetto e filosofo tedesco (n. 1885)
- 1952 - Otto zu Windisch-Graetz, ufficiale austriaco (n. 1873)
- 1953 - Július Barč-Ivan, drammaturgo slovacco (n. 1909)
- 1953 - Milovan Jakšić, calciatore jugoslavo (n. 1909)
- 1953 - Casimir Reuterskiöld, tiratore a segno svedese (n. 1883)
- 1954 - Johnny Ace, cantante e musicista statunitense (n. 1929)
- 1955 - Giovanni Cuniolo, ciclista su strada italiano (n. 1884)
- 1955 - Emil Oberle, calciatore tedesco (n. 1889)
- 1955 - Ernst Sittig, filologo classico, linguista e etruscologo tedesco (n. 1887)
- 1956 - William Addison Dwiggins, tipografo, illustratore e designer statunitense (n. 1880)
- 1956 - Vincenzo Vacirca, politico, sindacalista e giornalista italiano (n. 1886)
- 1956 - Robert Walser, poeta e scrittore svizzero (n. 1878)
- 1957 - Luigi Romano Borgnetto, regista, sceneggiatore e scenografo italiano (n. 1881)
- 1957 - Alberto Calza Bini, architetto e pittore italiano (n. 1881)
- 1957 - Giovanni Capra, calciatore italiano (n. 1887)
- 1957 - Käthe Dorsch, attrice tedesca (n. 1890)
- 1957 - William Alphonso Murrill, micologo e botanico statunitense (n. 1869)
- 1957 - Charles Pathé, produttore cinematografico francese (n. 1863)
- 1957 - Kees van der Zalm, calciatore olandese (n. 1901)
- 1959 - Zoltán Blum, calciatore ungherese (n. 1892)
- 1960 - Gustavo Brunelli, biologo italiano (n. 1881)
- 1960 - Massimo Capialbi, militare e politico italiano (n. 1874)
- 1960 - Alberto De Agostini, presbitero, geografo e esploratore italiano (n. 1883)
- 1960 - Helen Freeman, attrice statunitense (n. 1886)
- 1960 - Aurelio Mistruzzi, scultore e medaglista italiano (n. 1880)
- 1961 - Anton Flettner, ingegnere aeronautico e inventore tedesco (n. 1885)
- 1961 - Otto Loewi, farmacologo tedesco (n. 1873)
- 1961 - Machmud Umarov, tiratore a segno sovietico (n. 1924)
- 1962 - Axel Thufason, calciatore danese (n. 1889)
- 1963 - Arrigo Jacchia, giornalista italiano (n. 1891)
- 1963 - Tristan Tzara, poeta e saggista rumeno (n. 1896)
- 1965 - Andrea Torrente, giurista e magistrato italiano (n. 1908)
- 1965 - Paolo Vietti-Violi, architetto italiano (n. 1882)
- 1965 - Paolo de Töth, presbitero e giornalista italiano (n. 1881)
- 1966 - Nick Dandolos, giocatore di poker greco (n. 1883)
- 1967 - Amerigo Dumini, militare italiano (n. 1894)
- 1967 - Alessandro Monteleone, pittore e scultore italiano (n. 1897)
- 1968 - Rita Saglietto, artista, pittrice e scultrice italiana (n. 1921)
- 1969 - Jean Ces, pugile francese (n. 1906)
- 1970 - Ludovico Bidoglio, calciatore argentino (n. 1900)
- 1970 - Cesare Genovesi, avvocato e politico italiano (n. 1879)
- 1970 - Naum Michajlovič Trachtenberg, regista sovietico (n. 1909)
- 1972 - Chakravarthi Rajagopalachari, politico indiano (n. 1878)
- 1973 - Leona Anderson, attrice statunitense (n. 1885)
- 1973 - Manlio Livio Cassandro, medico e politico italiano (n. 1924)
- 1973 - İsmet İnönü, generale e politico turco (n. 1884)
- 1973 - Gabriel Voisin, pioniere dell'aviazione francese (n. 1880)
- 1974 - Giacomo Devoto, glottologo e linguista italiano (n. 1897)
- 1974 - Ahmad Isma'il 'Ali, generale egiziano (n. 1917)
- 1974 - Frédéric Martenet, calciatore svizzero (n. 1893)
- 1975 - Gustavo Conforti, attore italiano (n. 1879)
- 1975 - Giulio De Iuliis, politico italiano (n. 1924)
- 1975 - Gaston Gallimard, editore francese (n. 1881)
- 1975 - Marino Lazzari, letterato italiano (n. 1883)
- 1975 - Iliazd, artista sovietico (n. 1894)
- 1976 - Antonio Bruna, calciatore italiano (n. 1895)
- 1976 - Frankie Darro, attore statunitense (n. 1917)
- 1976 - Irving Lerner, regista e giornalista statunitense (n. 1909)
- 1976 - Conduelo Píriz, calciatore uruguaiano (n. 1904)
- 1977 - Bruno Ballanti, calciatore e allenatore di calcio italiano (n. 1906)
- 1977 - Charlie Chaplin, attore, comico e regista britannico (n. 1889)
- 1977 - Salvatore Papaccio, cantante italiano (n. 1890)
- 1977 - Harald Strøm, pattinatore di velocità su ghiaccio e calciatore norvegese (n. 1897)
- 1978 - Raymond Braine, calciatore belga (n. 1907)
- 1978 - Emilio Savino, calciatore italiano (n. 1899)
- 1979 - Joan Blondell, attrice statunitense (n. 1906)
- 1979 - Lee Bowman, attore statunitense (n. 1914)
- 1979 - Michael Collins, attore britannico (n. 1922)
- 1979 - Mario Filippeschi, tenore italiano (n. 1907)
- 1980 - Henri Dufaux, imprenditore, pittore e politico francese (n. 1879)
- 1980 - Marcel Langiller, calciatore francese (n. 1908)
- 1980 - Louis Neefs, cantante belga (n. 1937)
- 1980 - Raoul Puhali, architetto e ingegnere italiano (n. 1904)
- 1981 - Tom Griffiths, calciatore gallese (n. 1906)
- 1981 - Mario Magotti, calciatore italiano (n. 1920)
- 1981 - Mario Pantaleoni, calciatore e allenatore di calcio italiano (n. 1931)
- 1982 - Antonio Daniele, politico italiano (n. 1903)
- 1982 - Mario Fiorentino, architetto e urbanista italiano (n. 1918)
- 1982 - Helen Foster, attrice statunitense (n. 1906)
- 1982 - Emma Galli, pittrice italiana (n. 1893)
- 1982 - Giuseppe Norsa, calciatore italiano (n. 1898)
- 1983 - Horace Brown, mezzofondista statunitense (n. 1898)
- 1983 - Joan Miró, pittore, scultore e ceramista spagnolo (n. 1893)
- 1983 - Sophie Wyss, soprano svizzero (n. 1897)
- 1984 - Jack Balmer, calciatore inglese (n. 1916)
- 1984 - Giovanni Casiraghi, ingegnere aeronautico italiano (n. 1901)
- 1985 - Ferdinand Adams, calciatore belga (n. 1903)
- 1985 - Domenico Arcudi, politico italiano (n. 1909)
- 1985 - Friedrich Becker, astronomo tedesco (n. 1900)
- 1985 - Joe Oriolo, animatore e fumettista statunitense (n. 1913)
- 1986 - Omraam Mikhaël Aïvanhov, filosofo e pedagogo bulgaro (n. 1900)
- 1986 - Mohamed El Kassab, medico tunisino (n. 1926)
- 1986 - Remo Prandini, presbitero e missionario italiano (n. 1942)
- 1986 - Hamao Umezawa, medico giapponese (n. 1914)
- 1986 - Friedrich von Ledebur, attore austriaco (n. 1900)
- 1987 - Feliciano Granati, politico italiano (n. 1922)
- 1987 - Harry Holm, ginnasta danese (n. 1902)
- 1987 - Alfred Horeschowsky, alpinista e imprenditore austriaco (n. 1895)
- 1987 - Aldo Rendine, attore italiano (n. 1917)
- 1988 - Corrado Giovannini, calciatore italiano (n. 1917)
- 1988 - Evgenij Kirillovič Golubev, compositore russo (n. 1910)
- 1988 - Shōhei Ōoka, scrittore giapponese (n. 1909)
- 1988 - Francis Gerard Thomas, vescovo cattolico britannico (n. 1930)
- 1989 - Roberto Andreotti, storico italiano (n. 1908)
- 1989 - Benny Binion, imprenditore statunitense (n. 1904)
- 1989 - Elena Ceaușescu, politica rumena (n. 1916)
- 1989 - Nicolae Ceaușescu, politico e militare rumeno (n. 1918)
- 1989 - Betty Garde, attrice statunitense (n. 1905)
- 1989 - Billy Martin, giocatore di baseball statunitense (n. 1928)
- 1989 - Riccardo Morandi, ingegnere italiano (n. 1902)
- 1989 - Robert Pirosh, sceneggiatore e regista statunitense (n. 1910)
- 1989 - Walter Ris, nuotatore statunitense (n. 1924)
- 1989 - Türkan Hanimsultan, principessa ottomana (n. 1919)
- 1990 - Giorgio Dentuti, monaco cristiano e calciatore italiano (n. 1914)
- 1990 - Carlo Francovich, politico, partigiano e storico della letteratura italiano (n. 1910)
- 1990 - Leonello Martini, scrittore e fumettista italiano (n. 1907)
- 1990 - Nicolaas Tates, canoista olandese (n. 1915)
- 1991 - Poldo Bendandi, attore italiano (n. 1920)
- 1991 - Curt Bois, attore tedesco (n. 1901)
- 1991 - Orane Demazis, attrice francese (n. 1894)
- 1991 - Wilhelm Harster, generale e agente segreto tedesco (n. 1904)
- 1991 - Heinrich Lebensaft, calciatore austriaco (n. 1905)
- 1992 - Giuseppe Bonomi, allenatore di calcio e calciatore italiano (n. 1913)
- 1992 - Helen Joseph, attivista inglese (n. 1905)
- 1993 - Blandine Ebinger, attrice e cantante tedesca (n. 1899)
- 1993 - Ideo Pantaleoni, pittore, scultore e litografo italiano (n. 1904)
- 1993 - Marian Suski, schermidore polacco (n. 1905)
- 1993 - Nikolaj Efimovič Timkov, pittore russo (n. 1912)
- 1994 - Carlo Lavezzari, imprenditore, dirigente sportivo e politico italiano (n. 1924)
- 1994 - Achille Pintonello, ingegnere italiano (n. 1902)
- 1994 - Giani Zail Singh, politico indiano (n. 1916)
- 1995 - Akira Kono, ginnasta giapponese (n. 1929)
- 1995 - Carlos Lapetra, calciatore spagnolo (n. 1938)
- 1995 - Emmanuel Lévinas, filosofo francese (n. 1906)
- 1995 - Dean Martin, cantante, attore e comico statunitense (n. 1917)
- 1995 - Henri Patrelle, calciatore, imprenditore e dirigente sportivo francese (n. 1918)
- 1995 - Víctor Peralta, pugile argentino (n. 1908)
- 1995 - Nikolaj Leonidovič Slonimskij, compositore, musicista e critico musicale russo (n. 1894)
- 1995 - Mario Urbani, calciatore italiano (n. 1919)
- 1996 - Gino Levi Martinoli, dirigente d'azienda italiano (n. 1901)
- 1996 - Enrique Marmentini, cestista cileno (n. 1922)
- 1996 - Liberato Firmino Sifonia, compositore italiano (n. 1917)
- 1997 - Anatolij Bukreev, alpinista russo (n. 1958)
- 1997 - Anita Conti, esploratrice e fotografa francese (n. 1899)
- 1997 - Bronisław Dąbrowski, vescovo cattolico polacco (n. 1917)
- 1997 - Giorgi Gavasheli, calciatore sovietico (n. 1947)
- 1997 - Denver Pyle, attore statunitense (n. 1920)
- 1997 - Giorgio Strehler, regista teatrale e direttore artistico italiano (n. 1921)
- 1998 - Alfredo Covelli, politico italiano (n. 1914)
- 1998 - Richard Paul, attore statunitense (n. 1940)
- 1998 - John Pulman, giocatore di snooker inglese (n. 1923)
- 1999 - Rafael Barretto, cestista filippino (n. 1931)
- 1999 - Arne Ileby, calciatore norvegese (n. 1913)
- 1999 - Peter Jeffrey, attore britannico (n. 1929)
- 1999 - Ferdinando Marinelli, avvocato e politico italiano (n. 1924)
- 1999 - Zully Moreno, attrice argentina (n. 1920)
- 2000 - Truus Baumeister, nuotatrice olandese (n. 1907)
- 2000 - Carlo Della Corte, scrittore italiano (n. 1930)
- 2000 - George Feigenbaum, cestista statunitense (n. 1928)
- 2000 - Joe Gilliam, giocatore di football americano statunitense (n. 1950)
- 2000 - Willard Van Orman Quine, filosofo e logico statunitense (n. 1908)
- 2000 - Vibhuti Narayan Singh, principe indiano (n. 1927)

## XXI secolo(134)
- 2001 - Bryan Drake, baritono neozelandese (n. 1925)
- 2001 - Alfred Tomatis, medico francese (n. 1920)
- 2002 - Gabriel Almond, politologo statunitense (n. 1911)
- 2002 - Paul Gauthier, teologo francese (n. 1914)
- 2002 - Attilio Lambertini, ciclista su strada italiano (n. 1920)
- 2002 - Willy Molco, giornalista, paroliere e scrittore italiano (n. 1943)
- 2003 - Nicholas Mavroules, politico statunitense (n. 1929)
- 2004 - Lev Vajnštejn, tiratore a segno sovietico (n. 1916)
- 2004 - Gennadij Michajlovič Strekalov, cosmonauta e ingegnere sovietico (n. 1940)
- 2004 - Howie Williams, cestista statunitense (n. 1927)
- 2005 - Felice Andreasi, attore e cabarettista italiano (n. 1928)
- 2005 - Derek Bailey, chitarrista inglese (n. 1930)
- 2005 - Giovanni Cattanei, sociologo italiano
- 2005 - Birgit Nilsson, soprano svedese (n. 1918)
- 2005 - Moshe Shem Tov, attivista bulgaro (n. 1924)
- 2005 - Sarat Chandra Sinha, politico indiano (n. 1914)
- 2005 - Charles Socarides, psichiatra e psicologo statunitense (n. 1922)
- 2005 - Domenico Triggiani, scrittore, drammaturgo e regista italiano (n. 1929)
- 2006 - James Brown, cantante statunitense (n. 1933)
- 2006 - Maurizio Gueli, attore italiano (n. 1937)
- 2006 - Hiroaki Hidaka, assassino seriale giapponese (n. 1962)
- 2006 - Sven Lindberg, attore e regista svedese (n. 1918)
- 2006 - Giampietro Puppi, fisico italiano (n. 1917)
- 2007 - Robert J. Burch, scrittore statunitense (n. 1925)
- 2007 - Ettore De Carolis, musicista e arrangiatore italiano (n. 1940)
- 2007 - Luigi Grillo, arbitro di calcio italiano (n. 1921)
- 2007 - Tommaso Mancia, politico italiano (n. 1942)
- 2007 - Hans Otte, compositore e pianista tedesco (n. 1926)
- 2007 - Gualtiero Schiaffino, pubblicitario, disegnatore e scrittore italiano (n. 1943)
- 2008 - Leo Frankowski, scrittore statunitense (n. 1943)
- 2008 - Eartha Kitt, cantante, attrice e ballerina statunitense (n. 1927)
- 2008 - Ann Savage, attrice statunitense (n. 1921)
- 2008 - Václav Švejcar, pittore ceco (n. 1962)
- 2009 - Rosanna Branciforti, politica italiana (n. 1946)
- 2009 - Vic Chesnutt, cantautore statunitense (n. 1964)
- 2009 - Pepe Díaz-Granados, cestista ecuadoriano
- 2009 - Pietro Ferracin, ingegnere e politico italiano (n. 1929)
- 2009 - Knut Haugland, esploratore norvegese (n. 1917)
- 2009 - Radovan Ivšić, poeta, commediografo e traduttore croato (n. 1921)
- 2009 - Carlo Sgorlon, scrittore italiano (n. 1930)
- 2010 - Bud Greenspan, produttore cinematografico, regista e sceneggiatore statunitense (n. 1926)
- 2010 - Pedro Oliveiro Guerrero, criminale colombiano (n. 1970)
- 2010 - Carlos Andrés Pérez, politico venezuelano (n. 1922)
- 2010 - Robert Walter, giurista austriaco (n. 1931)
- 2011 - Giorgio Bocca, scrittore, giornalista e partigiano italiano (n. 1920)
- 2011 - Habib Galhia, pugile tunisino (n. 1941)
- 2011 - Augusto Ranocchi, artista italiano (n. 1931)
- 2011 - George Robb, calciatore inglese (n. 1926)
- 2012 - Sita bint Fahd Al Damir, principessa saudita (n. 1922)
- 2012 - Sergio D'Ottavi, cantante, paroliere e autore televisivo italiano
- 2012 - Marilena Ferrari, imprenditrice italiana (n. 1952)
- 2012 - Othmar Schneider, sciatore alpino, dirigente sportivo e tiratore a segno austriaco (n. 1928)
- 2012 - Birger Tingstad, calciatore norvegese (n. 1939)
- 2012 - Turki bin Sultan Al Sa'ud, principe e politico saudita (n. 1959)
- 2013 - Don Adams, cestista statunitense (n. 1947)
- 2013 - Fernando Bandini, poeta e scrittore italiano (n. 1931)
- 2013 - Alberto Santoni, storico italiano (n. 1936)
- 2013 - Wilbur Thompson, pesista statunitense (n. 1921)
- 2013 - Cesco Vian, ispanista e traduttore italiano (n. 1912)
- 2014 - Alberta Adams, cantautrice statunitense (n. 1917)
- 2014 - Mario Cavallini, calciatore italiano (n. 1935)
- 2014 - Mary Frances Lyon, biologa britannica (n. 1925)
- 2014 - Ricardo Porro, architetto cubano (n. 1925)
- 2014 - David Ryall, attore inglese (n. 1935)
- 2014 - Livio Zeller, ingegnere chimico italiano (n. 1923)
- 2015 - Jean-Pierre Alba, calciatore francese (n. 1938)
- 2015 - Philo Bompoko, cestista della Repubblica Democratica del Congo (n. 1961)
- 2015 - Ottavio Jemma, sceneggiatore e scrittore italiano (n. 1925)
- 2015 - Lino Jeva, fumettista e disegnatore italiano (n. 1923)
- 2015 - George Clayton Johnson, scrittore e sceneggiatore statunitense (n. 1929)
- 2015 - Fredrik Kiil, medico norvegese (n. 1921)
- 2015 - Acharya S, scrittrice statunitense (n. 1960)
- 2015 - Sadhana Shivdasani, attrice indiana (n. 1941)
- 2015 - Piero Slongo, pittore italiano (n. 1928)
- 2016 - Mauro Chiabrando, politico italiano (n. 1932)
- 2016 - Giacinto Ferro, attore italiano (n. 1943)
- 2016 - Giuseppe Galbani, operaio italiano (n. 1926)
- 2016 - Konstantin Georgiev, cestista bulgaro (n. 1933)
- 2016 - Karl Golser, vescovo cattolico italiano (n. 1943)
- 2016 - George Michael, cantante, compositore e produttore discografico britannico (n. 1963)
- 2016 - Georgi Panov, cestista bulgaro (n. 1933)
- 2016 - Elizaveta Glinka, attivista, medico e filantropa russa (n. 1962)
- 2016 - Vera Rubin, astronoma statunitense (n. 1928)
- 2016 - Romano Scalfi, presbitero e teologo italiano (n. 1923)
- 2017 - Hasan Atiya Al Nassar, poeta iracheno (n. 1954)
- 2017 - Michael Britt, cestista statunitense (n. 1960)
- 2017 - Renato Marchiaro, calciatore e partigiano italiano (n. 1919)
- 2017 - Willie Toweel, pugile sudafricano (n. 1934)
- 2018 - Baldur Ragnarsson, scrittore e esperantista islandese (n. 1930)
- 2018 - Abdul Salaam El Razzac, attore statunitense (n. 1944)
- 2018 - Patrice Martinez, attrice statunitense (n. 1963)
- 2018 - Grazia Nidasio, fumettista e illustratrice italiana (n. 1931)
- 2018 - Sigi Schmid, calciatore e allenatore di calcio tedesco (n. 1953)
- 2018 - Rosalyn Terborg-Penn, scrittrice e storica statunitense (n. 1941)
- 2019 - Dario Antoniozzi, politico italiano (n. 1923)
- 2019 - Giacomo Bazzan, pistard e ciclista su strada italiano (n. 1950)
- 2019 - Ari Behn, scrittore danese (n. 1972)
- 2019 - Táňa Fischerová, attrice e politica ceca (n. 1947)
- 2019 - Ľudovít Lačný, compositore di scacchi slovacco (n. 1926)
- 2019 - Lee Mendelson, produttore cinematografico statunitense (n. 1933)
- 2019 - Peter Schreier, tenore e direttore d'orchestra tedesco (n. 1935)
- 2019 - Albano Vicariotto, calciatore e allenatore di calcio italiano (n. 1931)
- 2020 - Ivan Bogdan, lottatore sovietico (n. 1928)
- 2020 - Soumaïla Cissé, politico maliano (n. 1949)
- 2020 - Maksim Cyhalka, calciatore bielorusso (n. 1983)
- 2020 - Reginald Foster, religioso, latinista e teologo statunitense (n. 1939)
- 2020 - K.C. Jones, cestista e allenatore di pallacanestro statunitense (n. 1932)
- 2020 - François Laborde, presbitero e missionario francese (n. 1927)
- 2020 - Martin Lambie-Nairn, designer inglese (n. 1945)
- 2020 - Anna Neri, cestista italiana (n. 1930)
- 2020 - Gaetano Rampin, attore e mimo italiano (n. 1936)
- 2020 - Tony Rice, chitarrista e musicista statunitense (n. 1951)
- 2020 - Barbara Rose, storica dell'arte statunitense (n. 1936)
- 2021 - Issaka Daboré, pugile nigerino (n. 1940)
- 2021 - Richard Marcinko, militare e scrittore statunitense (n. 1940)
- 2021 - Jonathan Spence, storico e sinologo britannico (n. 1936)
- 2021 - Nuri Tan, cestista turco (n. 1947)
- 2021 - Wayne Thiebaud, pittore statunitense (n. 1920)
- 2021 - Jean-Marc Vallée, regista, sceneggiatore e montatore canadese (n. 1963)
- 2022 - Jean Blondel, politologo e saggista francese (n. 1929)
- 2022 - Françoise Bourdin, scrittrice e sceneggiatrice francese (n. 1952)
- 2022 - Reynaldo Boury, regista televisivo brasiliano (n. 1932)
- 2022 - Claudio Donelli, politico italiano (n. 1928)
- 2022 - Paul Fox, produttore discografico e tastierista statunitense (n. 1954)
- 2022 - Fabián O'Neill, calciatore uruguaiano (n. 1973)
- 2022 - Henryk Szordykowski, mezzofondista polacco (n. 1944)
- 2023 - Luigi Ganapini, storico e saggista italiano (n. 1939)
- 2023 - Eugenio Riccomini, storico dell'arte, funzionario e politico italiano (n. 1936)
- 2024 - Britt Allcroft, scrittrice, produttrice televisiva e regista britannica (n. 1943)
- 2024 - Jeffrey Checkes, schermidore statunitense (n. 1943)
- 2024 - Jax Dane, wrestler statunitense (n. 1981)
- 2024 - Eric Hänni, judoka svizzero (n. 1938)
- 2024 - Carlos Pedroso, schermidore cubano (n. 1967)
- 2024 - Bapsi Sidhwa, scrittrice pakistana (n. 1938)

## Senza anno specificato(4)
- Bernardo I di Guascogna, nobile franco
- Eugenia di Roma, santa romana
- Antonio Morano, editore italiano (n. 1832)
- Sedaldo, vescovo italiano